# Dumotiez
Die Brüder Louis-Joseph (* 1757) und Pierre-Francois Dumotiez gründeten 1780 in der rue Jardinet in Paris eine Werkstatt zur Herstellung physikalischer Instrumente. Sie produzierten Waagen, Luftpumpen, Barometer, Thermometer usw. und erlangten damit internationales ansehen. 1788 verlieh die Académie ihnen den Titel des Ingénieurs.
Friedrich Stromeyer notierte 1801 in seinem Tagebuch: „Dumotiez, Ingenieur en instruments de Physique, Rue du Jardinet N.17 (pour l’appareil electrique).“
Ihr Neffe Nicolas-Constant Pixii-Dumotiez (1776–1861) führte das Unternehmen ab 1815 in der rue Fossés-Saint-Victor fort.